# Soleichthys siammakuti
Soleichthys siammakuti és un peix teleosti de la família dels soleids i de l'ordre dels pleuronectiformes.

## Distribució geogràfica
Es troba a les costes del Golf de Tailàndia.